# Château d'eau de Worms
Le château d'eau de Worms est un château d'eau d'une hauteur de 58 mètres, structure visible dans tout l'ouest de la ville de Worms. Il se trouve sur la Place Charles (de: Karlsplatz). Cette place (Karlsplatz) est déclarée Zone de protection du patrimoine avec l'Église de Luther (de), le lycée Éleonore (de), l'Hôtel des impôts et le château d'eau.
Les plans sont de l'architecte Grand Ducal, Karl Hofmann, la construction date des années 1889 à 1890. Grâce à sa conception architecturale particulière, l'architecte a réussi un style typique de la région, parfois appelé "néo-romantisme de Worms." Celui-ci est presque simultanément apparus dans de nombreuses villes grandes et moyennes, comme les châteaux d'eau, par exemple, le château d'eau de Mannheim.
L'intérêt principal du château d'eau à Worms était de veiller à l'eau potable de la partie occidentale de la ville. Sa capacité est de 1 200 m3. L'eau nécessaire a été collectée environ 1,5 m sous la surface du Rhin, filtrée, stockée dans le château d'eau et injecté dans le réseau de canalisations municipales. Une station de pompage pour Worms se trouve depuis 1905 dans la forêt de Bürstadt. En 1962, le château d’eau a perdu sa fonction ; il a été remplacé par un réservoir souterrain avec un volume de 8 000 mètres cubes dans le quartier de Herrnsheim.
Après une longue période de non-fonctionnement et de la décomposition naissante, une société de propriétaires a été fondée au début de 2007 qui a enfin installé cinq appartements sur neuf étages dans la tour en tenant compte de la structure historique.

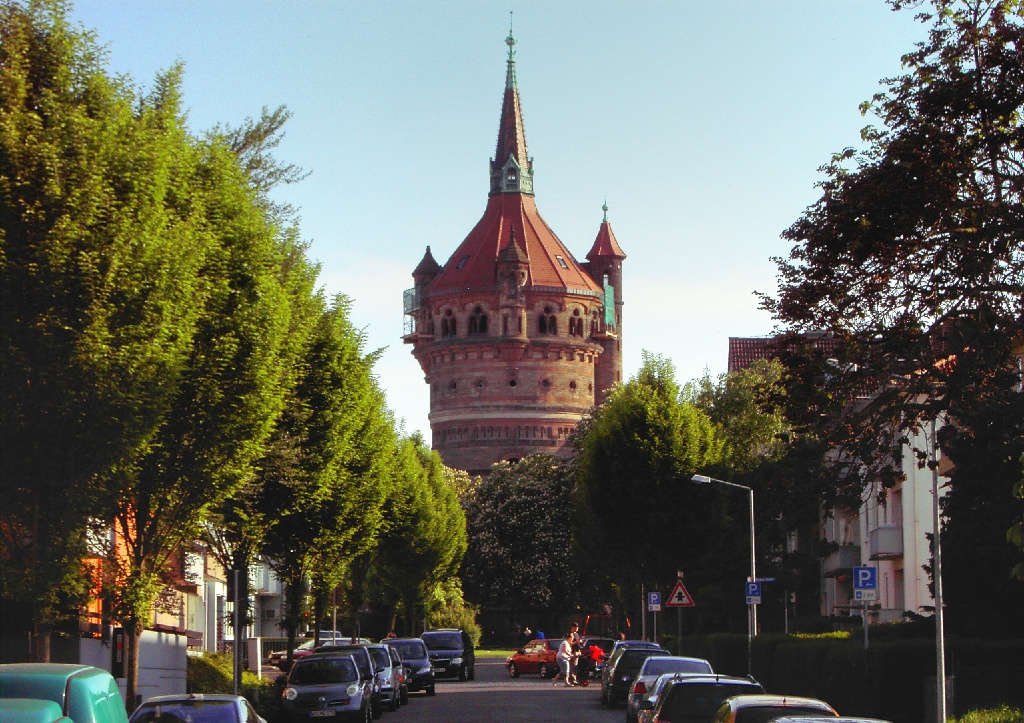
Der Wormser Wasserturm
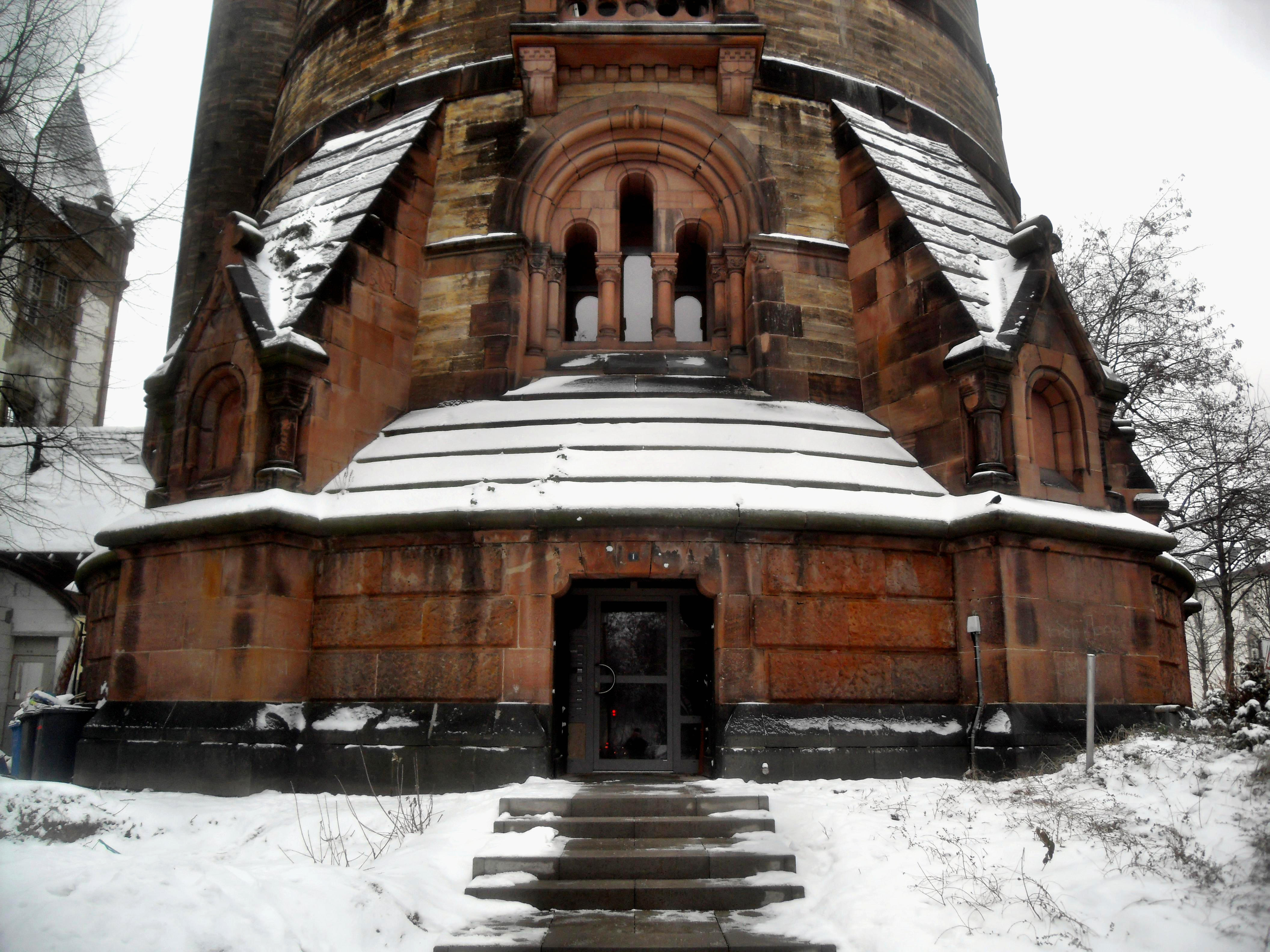
Wormser Wasserturm-entrée principale du sud